# Kampung Keude (Darul Aman)
Kampung Keude is een bestuurslaag in het regentschap Aceh Timur van de provincie Atjeh, Indonesië. Kampung Keude telt 1120 inwoners (volkstelling 2010).